# 平田陽一郎
平田 陽一郎（ひらた よういちろう、1908年11月1日 - 1988年10月10日）は、日本のジャーナリスト、実業家。

## 経歴
愛媛県八幡浜市生まれ。松山中学校 (旧制)に入学。松山高等学校 (旧制)在学時、のちの日本共産党議長宮本顕治や憲法学者大野盛直らと同人雑誌『白堊紀』を発行するなどの親交があった。
京都帝国大学卒業。大阪毎日新聞記者を経て、1942年愛媛合同新聞社（現愛媛新聞社）編集局長。1946年愛媛新聞社社長。1947年日本で初めて新聞週間行事を実施した。1953年南海放送開局、社長に就任。
1963年1月の第5回愛媛県知事選挙に「県政刷新県民の会」より出馬、自由民主党公認の現職知事久松定武に接戦の末惜敗した。
1978年、反戦を説いた海軍大佐水野廣徳の著作刊行会会長に就任した。